# Bedudu
Bedudu is een bestuurslaag in het regentschap Lampung Barat van de provincie Lampung, Indonesië. Bedudu telt 1908 inwoners (volkstelling 2010).